# Witalij Marziw
Witalij Marziw (ukrainisch Віталій Марців, wissenschaftliche Transliteration Vitalij Marciv, * 19. Juni 1983 in Svesa) ist ein ehemaliger ukrainischer Skilangläufer.

## Werdegang
Marziw, der für den Dynamo Kiew startete, trat international erstmals bei den Junioren-Weltmeisterschaften 2003 in Sollefteå in Erscheinung. Seine besten Platzierungen dort waren der 37. Platz im 30-km-Massenstartrennen und der 13. Rang mit der Staffel. Bei der Winter-Universiade 2005 in Seefeld in Tirol belegte er den 80. Platz über 10 km Freistil, den 39. Rang im 30-km-Massenstartrennen und der 11. Platz im Sprint. Seine besten Resultate im folgenden Monat bei den nordischen Skiweltmeisterschaften in Oberstdorf waren der 28. Platz im Sprint und der 15. Rang mit der Staffel. Im September 2005 gewann er bei den Rollerski-Weltmeisterschaften in Ronce-les-Bains Bronze mit der Staffel, Silber im Einzelrennen über 6 km und Gold im Verfolgungsrennen Zu Beginn der Saison 2005/06 lief er in Beitostølen seine ersten Weltcuprennen, die er auf dem 77. Platz über 15 km klassisch und auf dem 14. Rang mit der Staffel beendete. Beim Saisonhöhepunkt, den Olympischen Winterspielen 2006 in Turin, kam er auf den 60. Platz über 15 km klassisch, auf den 42. Rang im Sprint und zusammen mit Iwan Bilossjuk auf den 17. Platz im Teamsprint. Bei den Rollerski-Weltmeisterschaften 2007 in Oroslavje gewann er die Silbermedaille mit der Staffel. In seiner letzten aktiven Saison 2007/08 holte er im Sprint beim Eastern-Europe-Cup im Charkiw seinen einzigen Sieg im Continental-Cup und in Rybinsk mit dem 20. Platz im Sprint seine einzigen Weltcuppunkte.

## Teilnahmen an Weltmeisterschaften und Olympischen Winterspielen

### Olympische Winterspiele
- 2006 Turin: 17. Platz Teamsprint klassisch, 42. Platz Sprint Freistil, 60. Platz 15 km klassisch

### Nordische Skiweltmeisterschaften
- 2005 Oberstdorf: 15. Platz Staffel, 28. Platz Sprint klassisch, 47. Platz 50 km klassisch Massenstart, 72. Platz 15 km Freistil

## Siege bei Continental-Cup-Rennen
| Nr. | Datum           | Ort     | Disziplin       | Serie              |
| --- | --------------- | ------- | --------------- | ------------------ |
| 1.  | 13. Januar 2008 | Charkiw | Sprint Freistil | Eastern-Europe-Cup |